# 596
Cette page concerne l'année 596  du calendrier julien. Pour l'année 596 av. J.-C., voir 596 av. J.-C.  Pour les articles homonymes, voir 596 (homonymie).
L'année 596 est une année bissextile qui commence un dimanche.

## Événements
- Mars[1] : début du règne de Thibert II et Thierry II de Bourgogne (Bourgogne et Austrasie), rois des Francs sous la régence de leur mère Brunehilde[2].
- Juin/juillet : Frédégonde et son fils le roi de Neustrie Clotaire II occupent Paris[3].
- Juillet : le pape Grégoire Ier confie à 40 moines du monastère du Coelius sous la conduite d'Augustin, la mission d'évangéliser les peuples Angles et Saxons établis en Angleterre, où ils arriveront au printemps 597[4].
- Juillet à décembre[3] : victoire de Frédégonde sur Brunehilde à Latofao (aujourd'hui Laffaux entre Soissons et Laon)[5].

- Brunehilde détourne en la payant une attaque des Avars sur la Thuringe[5].
- Pas d’évêque mentionné à Aix-en-Provence de 596 à 794[6].

## Décès en 596
- Entre le 2 et le 28 mars : Childebert II[1].
- 24 mai : Siméon Stylite le jeune[7].